# Polystichum rochefordii
Polystichum rochefordii là một loài dương xỉ trong họ Dryopteridaceae. Loài này được Hort. mô tả khoa học đầu tiên..
Danh pháp khoa học của loài này chưa được làm sáng tỏ. 